# Vitry-aux-Loges
Vitry-aux-Loges é uma comuna francesa na região administrativa do Centro, no departamento Loiret. Estende-se por uma área de 43,84 km². Em 2010 a comuna tinha 2 255 habitantes (densidade: 51,4 hab./km²).